# Elio de Angelis
Elio de Anglis ( Rim, Italija, 26. ožujka 1958. – Marseille, Francuska, 15. svibnja 1986. ) bio je talijanski vozač automobilističkih utrka.
Rođen u vrlo imućnoj rimskoj obitelji koja se bavila građevinskim poslovima. Elijev otac vozio je utrke glisera, a svoje je sinove poslao u karting vode. Dvojica su odustala, a Elio je ozbiljno zagrizao. Pobjeđivao je često u kartingu te se ubrzo, s nepunih 19 godina počinje natjecati u talijanskoj Formuli 3 gdje je odmah osvojio naslov prvaka. Već sljedeće godine nastupa u Formuli 2, a mjesto je dobio preko Enza Ferrarija koji ga je tamo smjestio zbog testiranja u Maranellu na kojem ga je Elio impresionirao. U svojoj prvoj sezoni u Formuli 1 1979. osvojio je četiri boda za Shadow, a sljedeće sezone se pridružio Lotusu, gdje je ostao do 1985. Prvo postolje osvojio je na VN Brazila 1980., a prvu pobjedu na VN Austrije 1982., kada je u fotofinišu pobijedio s 0,05 sekundi prednosti pred drugoplasiranim Kekeom Rosbergom. Sezona 1984. bila je najbolja Eliova. Bolid Lotus 95T bio je vrlo dobar i mnogo pouzdaniji od prethodnika, no na obzoru se pojavio premoćni McLaren s vrhunskom vozačkom postavom, Niki Lauda i Alain Prost. Nitko im te sezone nije mogao priprijetiti, a jedino je De Angelis kako tako držao korak za njima, iako je zaostatak na kraju sezone za pobjednikom svjetskog prvenstva, Laudom, iznosio 38 bodova.

## Vanjske poveznice
Elio de Angelis - StatsF1